# Gideon Sa'ar
Gideon Moshe Sa'ar (in ebraico גדעון משה סער‎?; Tel Aviv, 9 dicembre 1966) è un politico israeliano, membro del partito politico Likud alla Knesset dal 2003 al 2014 e nuovamente rieletto nel 2019, che ha ricoperto gli incarichi di Ministro dell'Educazione dal 2009 al 2013 e poi di Ministro degli Interni dal 2013 al 2014. Ha fondato il partito politico Tiqwa Hadasha che in occasione delle elezioni nel 2022 si è raggiunto al partito politico del Benny Gantz formando il partito Hamahane HaMamlakhti. Dal fine 2024, ha lasciato il partito politico di Gantz e ha preso il ruolo del ministro degli affari esteri nel governo di Netanyahu durante la guerra.